# Euagrus atropurpureus
Espèce
Euagrus atropurpureus est une espèce d'araignées mygalomorphes de la famille des Euagridae.

## Distribution
Cette espèce est endémique du Cap-Oriental en Afrique du Sud,. Elle se rencontre vers Prince Albert.

## Description
La femelle holotype mesure 8 mm.

## Systématique et taxinomie
Cette espèce n'appartient pas au genre Euagrus mais aucune autre position systématique n'a été proposée.

## Publication originale
- Purcell, 1903 : New South African spiders of the families Migidae, Ctenizidae, Barychelidae Dipluridae, and Lycosidae. Annals of the South African Museum, vol. 3, p. 69-142.